# Blang Cut (Meurah Dua)
Blang Cut is een bestuurslaag in het regentschap Pidie Jaya van de provincie Atjeh, Indonesië. Blang Cut telt 338 inwoners (volkstelling 2010).